# Ystad (gemeente)
Ystad is een gemeente in Skåne in het uiterste zuiden van Zweden. De gemeente behoort tot de provincie Skåne län en heeft ca 27.143 inwoners. De stad Ystad zelf heeft 17.353 inwoners, de rest van de inwoners wonen in het landelijke buitengebied.
De gemeente omvat 352,5 km² en is gedeeltelijk gelegen in de regio Österlen. Niet ver van de stad Ystad, ligt een klein dorpje aan de kust, genaamd Kåseberga (spreek uit Kooseberja), waar een archeologisch zeer interessante vindplaats ligt: Ales stenar. Ales stenar wordt ook wel klein Stonehenge genoemd. Toerisme is een belangrijke bron van inkomsten voor de gemeente, met name de stad Ystad en de kust zijn erg toeristisch.

## Plaatsen
| #  | Plaats          | Inwoneraantal |
| -- | --------------- | ------------- |
| 1  | Ystad           | 17 286        |
| 2  | Köpingebro      | 1 060         |
| 3  | Svarte          | 836           |
| 4  | Nybrostrand     | 675           |
| 5  | Löderup         | 558           |
| 6  | Sövestad        | 376           |
| 7  | Glemmingebro    | 349           |
| 8  | Hedeskoga       | 280           |
| 9  | Stora Herrestad | 258           |
| 10 | Kåseberga       | 150           |
| 11 | Ingelstorp      | 110           |
| 12 | Bjäresjö        | 86            |
| 13 | Rögla           | 76            |
| 14 | Hedvigsdal      | 72            |
| 15 | Öja             | 63            |
| 16 | Ensligheten     | 52            |

## Geboren
- Carl Jakob Sundevall (Högestad, 1801-1875), zoöloog